# ZAC des Amandiers
La ZAC des Amandiers est une zone d'aménagement concerté située dans le 20e arrondissement de Paris.

## Situation et accès
Le périmètre de la « ZAC des Amandiers » est délimitée par l'avenue Gambetta, la rue Houdart, l'impasse des Panoyaux, et les rues de Ménilmontant, des Amandiers et Sorbier,.

## Historique
Incluse dans l'îlot insalubre n°11 cette zone fait partie, à partir de 1953, d'une opération de rénovation menée par l'Etat. Finalement en 1974, la Ville de Paris délègue à la société d'économie mixte et d'aménagement du 15e arrondissement (SEMEA XV) la rénovation du site,.
Initialement, le plan d'aménagement de zone (PAZ), prévoyait la démolition de l'ensemble des immeubles existants. Après études, une douzaine d'immeubles situés dans le secteur délimité par les rues Robineau, des Mûriers, des Partants et Gasnier-Guy ont été conservés,.
Par délibération des 19 et 20 mai 2014, le conseil municipal de Paris clôture la « ZAC des Amandiers »

## Équipements et logements
Le programme de la « ZAC des Amandiers » prévoyait notamment la réalisation de 2 150 logements,.

## Voies
Voies entièrement ou partiellement incluses dans la « ZAC des Amandiers »
- Rue des Amandiers
- Rue Duris
- Rue des Cendriers
- Rue Fernand-Léger
- Avenue Gambetta
- Place Henri-Matisse
- Rue Houdart
- Rue Jacques-Prévert
- Place Joseph-Epstein
- Rue Louis-Delgrès
- Rue Louis-Nicolas-Clérambault
- Rue Max-Ernst
- Rue de Ménilmontant
- Impasse des Panoyaux
- Rue Raoul-Dufy
- Rue Sorbier